# Orientierungslauf-Weltmeisterschaften 1983
Die 10. Orientierungslauf-Weltmeisterschaften fanden vom 1. September bis 4. September 1983 in der Gegend um Zalaegerszeg in Ungarn statt.
Die herausragenden Läufer der Wettkämpfe waren der Norweger Morten Berglia und die Schwedin Annichen Kringstad, die sowohl im Einzellauf als auch mit der Staffel Gold gewannen. Hinter Berglia kamen beim Einzellauf der Herren drei weitere Norweger auf die Plätze zwei bis vier.

## Herren

### Einzel
| Platz | Land | Athlet             | Zeit      |
| ----- | ---- | ------------------ | --------- |
| 1     | NOR  | Morten Berglia     | 1:36:31 h |
| 2     | NOR  | Øyvin Thon         | 1:38:51 h |
| 3     | NOR  | Sigurd Dæhli       | 1:41:00 h |
| 4     | NOR  | Tore Sagvolden     | 1:41:03 h |
| 5     | FIN  | Kari Sallinen      | 1:42:09 h |
| 6     | TCH  | Jaroslav Kačmarčík | 1:44:21 h |
| 7     | SWE  | Kent Olsson        | 1:44:56 h |
| 8     | SUI  | Markus Stappung    | 1:45:21 h |

Einzel:

Länge: 14,0 km

Posten: 24

### Staffel
| Platz | Land | Athleten                                                        | Zeit      |
| ----- | ---- | --------------------------------------------------------------- | --------- |
| 1     | NOR  | Morten Berglia Øyvin Thon Tore Sagvolden Harald Thon            | 3:52:39 h |
| 2     | TCH  | Vlastimil Uchytil Pavel Ditrych Jozef Pollák Jaroslav Kačmarčík | 3:54:21 h |
| 3     | SWE  | Bengt Levin Kjell Lauri Lars Lönnkvist Kent Olsson              | 3:54:21 h |
| 4     | SUI  | Willi Müller Martin Howald Kaspar Oettli Markus Stappung        | 3:54:23 h |
| 5     | GBR  | Colin McIntyre Robert Bloor Martin Bagness Chris Hirst          | 3:56:32 h |
| 6     | HUN  | Zoltán Lantos Gábor Széles Ágoston Dosek Zoltán Kiss            | 4:04:00 h |
| 7     | FIN  | Kari Sallinen Urho Kujala Markku Jauhiainen Mika Ruuhiala       | 4:07:58 h |
| 8     | DEN  | Kent Hansen Lars Konradsen Erik Bobach Jens Hansen              | 4:08:03 h |

Staffel:

## Damen

### Einzel
| Platz | Land | Athletin            | Zeit      |
| ----- | ---- | ------------------- | --------- |
| 1     | SWE  | Annichen Kringstad  | 1:08:32 h |
| 2     | SWE  | Marita Skogum       | 1:16:05 h |
| 3     | FIN  | Annariitta Kottonen | 1:16:11 h |
| 4     | NOR  | Brit Volden         | 1:16:26 h |
| 5     | NOR  | Jorunn Teigen       | 1:17:15 h |
| 6     | NOR  | Ellen Sofie Olsvik  | 1:18:05 h |
| 7     | FIN  | Outi Borgenström    | 1:18:16 h |
| 8     | SWE  | Karin Rabe          | 1:18:51 h |

Einzel:

Länge: 8,1 km

Posten: 18

### Staffel
| Platz | Land | Athletinnen                                                                 | Zeit      |
| ----- | ---- | --------------------------------------------------------------------------- | --------- |
| 1     | SWE  | Karin Rabe Marita Skogum Kerstin Månsson Annichen Kringstad                 | 3:09:45 h |
| 2     | TCH  | Iva Kalibánová Eva Bártová Jana Hlaváčová Ada Kuchařová                     | 3:16:54 h |
| 3     | DEN  | Mette Filskov Hanne Birke Karin Jexner Dorthe Hansen                        | 3:24:45 h |
| 4     | NOR  | Brit Volden Ragnhild Bratberg Anne Berit Eid Jorunn Teigen                  | 3:29:56 h |
| 5     | SUI  | Annelies Meier Brigitte Zürcher Frauke Sonderegger Ruth Humbel              | 3:30:03 h |
| 6     | HUN  | Gabriella Kiss Irén Rostás Marianna Kalo Iren Csökör                        | 3:30:39 h |
| 7     | GBR  | Sue Parkin Roz Clayton Yvette Hague Jean Ramsden                            | 3:35:58 h |
| 8     | FIN  | Pirjo Mattila Leena Salmenkylä-Mattila Outi Borgenström Annariitta Kottonen | 3:36:01 h |

Staffel:

## Medaillenspiegel
| Platz | Land             | Gold | Silber | Bronze | Gesamt |
| ----- | ---------------- | ---- | ------ | ------ | ------ |
| 1     | Norwegen         | 2    | 1      | 1      | 4      |
| 1     | Schweden         | 2    | 1      | 1      | 4      |
| 3     | Tschechoslowakei | –    | 2      | –      | 2      |
| 4     | Finnland         | –    | –      | 1      | 1      |
| 4     | Dänemark         | –    | –      | 1      | 1      |